# Beratzhausen
Beratzhausen – gmina targowa w Niemczech, w kraju związkowym Bawaria, w rejencji Górny Palatynat, w regionie Ratyzbona, w powiecie Ratyzbona. Leży w Jurze Frankońskiej, około 22 km na północny zachód od Ratyzbony, nad rzeką Schwarze Laber, przy linii kolejowej Ratyzbona – Norymberga.

## Dzielnice
W skład gminy wchodzą następujące dzielnice:
| 1. Beratzhausen 2. Aichhof 3. Ametshof 4. Beilnstein 5. Buxlohe 6. Engelthal 7. Forsterberg 8. Friesenhof 9. Friesenmühle 10. Gleislmühle 11. Gleiter 12. Grametshof 13. Grünschlag 14. Haderlsdorf 15. Hardt 16. Hatzenhof 17. Hinterkreith 18. Hinterthann 19. Hirschstein 20. Hölzlhof | 1. Hohenlohe 2. Illkofen 3. Katharied 4. Königsmühle 5. Kohlmühle 6. Mausermühle 7. Mausheim 8. Mitterbügl 9. Mitterkreith 10. Neuhöfl 11. Neuhof 12. Neumühle 13. Niesaß 14. Oberbügl 15. Oberlichtenberg 16. Oberpfraundorf 17. Ödenbügl 18. Paarstadl 19. Pexmühle | 1. Puppenhof 2. Rauhbügl 3. Rauschhof 4. Rechberg 5. Ritzhof 6. Rufenried 7. Ruxhof 8. Schaafhof 9. Schrotzhofen 10. Schwarzenthonhausen 11. Seelach 12. Sinngrün 13. Stecherhof 14. Unterlichtenberg 15. Unterpfraundorf 16. Uttenhof 17. Vorderkreith 18. Zehenthof |

## Współpraca
Miejscowości partnerskie:
- Ceyrat, Francja
- Deutschneudorf, Saksonia